# 伊藤直樹 (外交官)
伊藤 直樹（いとう なおき、1960年11月10日 - ）は、日本の外交官。シカゴ総領事、駐バングラデシュ大使、特命全権大使（広報外交担当兼国際保健担当、メコン協力担当）を経て、駐ベトナム大使。

## 人物・経歴
東京都出身。東京大学法学部第三類(政治コース)卒業後、1984年外務省入省。1985年-1987年英語研修（ケンブリッジ大学国際法・国際関係論専攻）、1987年在英国日本国大使館、1989年帰国。1999年在ミャンマー日本国大使館、2001年国際連合日本政府代表部勤務などを経て、2003年外務省アジア大洋州局南東アジア第二課長。同年から外務省アジア大洋州局北東アジア課長を務め、2004年の日朝首脳会談では小泉純一郎内閣総理大臣に同行し朝鮮民主主義人民共和国を訪れ、北朝鮮による日本人拉致問題の被害者帰国にあたるなどした。
外務省国際協力局総合計画課長、外務省国際協力局政策課長、在インド日本国大使館公使兼在ブータン日本国大使館公使等を経て、2011年在英国日本国大使館公使。2014年外務省欧州局兼経済局参事官。同年外務省経済局兼欧州局審議官。2015年国際協力機構理事。2017年シカゴ総領事。2019年駐バングラデシュ特命全権大使。
在バングラデシュ大使として在任中の2020年12月13日に新型コロナウイルス感染症に感染していたことが、翌14日付けで外務省により情報公開された。現職の日本大使の新型コロナ罹患が公表されたのは、姫野勉駐ガーナ大使に続いて2例目。2022年特命全権大使（広報外交担当兼国際保健担当、メコン協力担当）。
2024年3月ベトナム国駐箚特命全権大使。
大鷹正次郎、大鷹正などは親戚。

## 同期
- 有吉勝秀（23年コスタリカ大使・20年エルサルバドル大使）
- 礒正人（22年クロアチア大使・18年デュッセルドルフ総領事）
- 伊藤康一（24年ギリシャ大使・20年ニュージーランド大使）
- 今村朗（23年セルビア大使・20年ジョージア大使・23年セルビア大使）
- 岩井文男（20年サウジアラビア大使・15年イラク大使）
- 大森茂（17年セネガル大使・15年法務省名古屋入国管理局長）
- 岡田隆（20年アフガニスタン大使）
- 岡庭健（24年アラブ首長国連邦大使・21年ケニア大使）
- 菊田豊（21年ネパール大使・18年ナイジェリア大使）
- 下川眞樹太（22年フランス、アンドラ大使・19年ベルギー大使・17年大臣官房長・16年国際文化交流審議官）
- 杉山明（24年ノルウェー大使・21年特命全権大使（国際テロ対策・組織犯罪対策協力担当）・18年スリランカ大使・17年儀典長・15年内閣審議官・13年山形県警察本部長）
- 鈴木哲（19年インド大使・17年総合外交政策局長・16年国際情報統括官）
- 竹若敬三（21年北極担当大使・19年ラオス大使）
- 千葉明（22年バチカン大使、19年ASEAN大使・16年ロサンゼルス総領事）
- 梨田和也（19年タイ大使・17年国際協力局長）
- 藤山美典（22年スイス兼リヒテンシュタイン大使）
- 藤原直（21年エディンバラ総領事）
- 正木靖（23年インドネシア大使・20年EU大使・17年欧州局長）
- 森下敬一郎（21年エクアドル大使・17年コロンビア大使）
- 山上信吾（20年オーストラリア大使・18年経済局長・17年国際情報統括官）
- 山田洋一郎（22年モルドバ大使・20年立命館アジア太平洋大学アジア太平洋学部教授（出向）・17年シアトル総領事）
- 山野内勘二（22年カナダ大使・18年ニューヨーク総領事・16年経済局長）